# Земляний удав кубинський
Земляний удав кубинський (Tropidophis melanurus) — неотруйна змія з роду Земляний удав родини Земляні удави. Має 4 підвиди.

## Опис
Загальна довжина коливається від 80 см до 1 м. Голова широка, морда трохи загострена. Очі помірного розміру. Тулуб кремезний. Особи сильно відрізняються одна від одної, є декілька типових форм забарвлень. Найзвичайніша — коричнева з темними плямами уздовж спини. Помаранчева форма — одна з найбільш яскраво забарвлених. Кінчик хвоста жовтий й може служити приманкою для дрібної здобичі.

## Спосіб життя
Полюбляють ліси, парки, садиби, зустрічається зазвичай під колодами, уламками та іншим сміттям. Активний вночі. Харчується жабами, ящірками, птахами й дрібними гризунами.
Це живородна змія. Самиці народжують до 10 дитинчат.

## Розповсюдження
Мешкає на островах Куба та Навасса.

## Підвиди
- Tropidophis melanurus melanurus
- Tropidophis melanurus bucculentus
- Tropidophis melanurus dysodes
- Tropidophis melanurus ericksoni